# The English Teacher
The English Teacher är en amerikansk komedifilm från 2013 som är regisserad av Craig Zisk.

## Handling
Linda Sinclair (Julianne Moore) är en high school-lärare i engelska i den lilla staden Kingston i Pennsylvania. Hon brinner för sitt ämne och är populär bland sina elever, men bor ensam i en enkel tillvaro. När hennes före detta elev Jason Sherwood (Michael Angarano) återvänder efter att ha misslyckats som författare, övertygar Linda honom att sätta upp pjäsen på skolan. Jasons arroganta far, Dr Tom Sherwood (Greg Kinnear), vill att han ska studera på juristlinjen i stället. Komplikationer uppstår efter att Linda haft sex med Jason vilket påverkar henne och alla runt omkring henne; inklusive pjäsen.

## Karaktärer
- Julianne Moore - Linda Sinclair
- Michael Angarano - Jason Sherwood
- Greg Kinnear - Dr. Tom Sherwood
- Lily Collins - Halle Anderson
- Nathan Lane - Carl Kapinas
- Jillian Lane - Jillian Kapinas
- Jessica Hecht - Rektor Megan Slocum
- Norbert Leo Butz - Vice Rektor Phil Pelaski
- Nikki Blonsky - Sheila Nussbaum
- Erin Wilhelmi - Joni Gerber
- Alan Aisenberg - Benjamin Meyer
- Charlie Saxton - Will
- Fiona Shaw (endast röst) - Berättare